# Казанський державний аграрний університет
Федеральна державна бюджетна освітня установа вищої освіти «Казанський державний аграрний університет» (ФДБОУ ВО Казанський ДАУ, рос. Федеральное государственное бюджетное образовательное учреждение высшего образования «Казанский государственный аграрный университет») — вищий навчальний заклад у системі підготовки, перепідготовки та підвищення кваліфікації працівників Міністерства сільського господарства Російської Федерації, розташоване в місті Казань, Республіка Татарстан, Російська Федерація.

## Історія
- 22 травня 1922 року на основі об'єднання сільськогосподарського факультету Політехнічного інституту і лісового факультету Казанського університету був заснований Казанський інститут сільського господарства та лісівництва. За минулі роки структура інституту неодноразово змінювалася. У різні періоди велася підготовка на зоотехнічному, плодоовочевому, агролісомеліоративному факультетах.
- У 1995 році Казанському сільськогосподарському інституту був привласнений статус академії.
- 27 липня 2006 року присвоєно статусу університету.

## Відомі викладачі та випускники
- Арбузов Борис Олександрович — радянський хімік. Народився в місті Пулави (Польща). Професор Казанського університету, академік АН СРСР (із 1953; член-кореспондент із 1943).
- Тольський Андрій Петрович — радянський російський вчений в галузі лісового господарства, теоретик, піонер лісорозведення в посушливих районах Росії, фахівець з лісовим культурам і метеорології. Педагог, професор. Заслужений діяч науки Марійській АРСР.
- Мінніханов Рустам Нургалиевич — російський державний і політичний діяч, з 25 березня 2010 президент республіки Татарстан.